# ITF Bukarest
Das ITF Bukarest (offiziell: BCR Open Romania Ladies) war ein Tennisturnier des ITF Women’s Circuit, das in Bukarest, auf Sandplatz ausgetragen wurde.

## Siegerliste

### Einzel
| Jahr                    | Siegerin                | Finalgegnerin      | Ergebnis       |
| ----------------------- | ----------------------- | ------------------ | -------------- |
| ↓ Kategorie: $25.000 ↓  |                         |                    |                |
| 2007                    | Sorana Cîrstea          | Alexandra Dulgheru | 6:4, 6:3       |
| ↓ Kategorie: $50.000 ↓  |                         |                    |                |
| 2008                    | Petra Cetkovská         | Sorana Cîrstea     | 7:65, 7:63     |
| ↓ Kategorie: $100.000 ↓ |                         |                    |                |
| 2009                    | Andrea Petković         | Stefanie Vögele    | 6:3, 6:2       |
| ↓ Kategorie: $75.000 ↓  |                         |                    |                |
| 2010                    | Jelena Dokić            | Zuzana Ondrášková  | 3:6, 6:1, 7:63 |
| ↓ Kategorie: $100.000 ↓ |                         |                    |                |
| 2011                    | Irina-Camelia Begu      | Laura Pous Tió     | 6:3, 7:5       |
| 2012                    | María-Teresa Torró-Flor | Garbiñe Muguruza   | 6:3, 4:6, 6:4  |

### Doppel
| Jahr                    | Siegerinnen                     | Finalgegnerinnen                    | Ergebnis            |
| ----------------------- | ------------------------------- | ----------------------------------- | ------------------- |
| ↓ Kategorie: $25.000 ↓  |                                 |                                     |                     |
| 2007                    | Sorana Cîrstea Ágnes Szatmári   | Mihaela Buzărnescu Monica Niculescu | kampflos            |
| ↓ Kategorie: $50.000 ↓  |                                 |                                     |                     |
| 2008                    | Petra Cetkovská Hana Šromová    | Sorana Cîrstea Ágnes Szatmári       | 6:4, 7:5            |
| ↓ Kategorie: $100.000 ↓ |                                 |                                     |                     |
| 2009                    | Irina-Camelia Begu Simona Halep | Julia Görges Sandra Klemenschits    | 2:6, 6:0, [12:10]   |
| ↓ Kategorie: $75.000 ↓  |                                 |                                     |                     |
| 2010                    | Irina-Camelia Begu Elena Bogdan | María Irigoyen Florencia Molinero   | 6:1, 6:1            |
| ↓ Kategorie: $100.000 ↓ |                                 |                                     |                     |
| 2011                    | Irina-Camelia Begu Elena Bogdan | Maria Elena Camerin İpek Şenoğlu    | 6:71, 7:64, [16:14] |
| 2012                    | Irina-Camelia Begu Alizé Cornet | Elena Bogdan Raluca Olaru           | 6:2, 6:0            |